# BOYSエステ
『BOYSエステ』（ボーイズエステ）は、真崎総子による日本の漫画作品。『デザート』（講談社）にて、2004年2月号より2007年10月号まで連載された。単行本は全7巻。
2007年7月にはテレビ東京系列でテレビドラマ化された。同作者の『BISEXUAL』（全2巻）では学生時代の敷島七里が主役で過去の話になり、名糖吉馬や森永叶も登場する。

## あらすじ
つきあっていた彼氏とラブホテルで初Ｈ（エッチ）のとき、三段腹のせいで彼氏に萎えられた小岩井 静香（こいわい しずか）。彼氏がそのことをかげで友人たちに話しているのを偶然聞き、ショックで部屋に引きこもり不登校に。心配した母親が学校に連絡。やってきた学園理事長の息子で学園管理事務局の敷島 七里（しきしま しちり）に、エステティシャン研修所の被験者になってやせないかと誘われる。包茎に悩む赤城 響（あかぎ ひびき）は、家が貧乏なうえ、父親は失業中。なかなか手術費用が貯まらない。こんな自分はもういやだ、変わりたいと、高時給に惹かれボーイズバーの面接を受ける。そこで、響は森永 叶（もりなが かなう）に「癒しの手（ゴッドハンド）」を見出され、ボーイズエステのエステティシャン研修生になる。

## 登場人物
主要な登場人物の名字は、食品メーカー（特に乳飲料関係が多い）の社名に因んでいる。
小岩井 静香（こいわい しずか）
ヒロイン。初エッチの時に三段腹が原因で彼氏に萎えられたショックで不登校になる。妄想癖があり、惚れやすい。
赤城 響（あかぎ ひびき）
貧乏な家の生活費と、自身の包茎手術の費用を稼ぐため、ボーイズバーのアルバイトの面接に来た際、叶にマッサージの腕を見込まれ、エステティシャンになる。その腕前は「ゴッドハンド」と呼ばれるほど。静香のためにフェイシャルもマスターする。
敷島 七里（しきしま しちり）
静香の通う永谷学園高校理事長の息子。双子の弟がいる。ボーイズバーの№1。ボーイズエステ記念店でフェイシャルを担当していたが、とあることが原因で本店勤務になる。そこでボディーもこなせるようになる。
森永 叶（もりなが かなう）
響の手に可能性を見いだし、エステティシャンになるよう勧める。昼はエステ、夜はバーという激務をこなす、ボーイズエステ記念店店長。
達也（たつや）
研修終了後、響とともにボーイズエステ記念店のエステティシャンになる。ボーイズバーの№2でもある。
大地（だいち）
研修終了後、ボーイズエステ本店勤務になる。
中沢 桐也（なかざわ きりや）
ボーイズエステ記念店副店長。響と合わせて「Ｗゴッドハンド」といわれる腕前。吉馬のいとこ。講談製薬社長子息。
和成（かずなり）
ボーイズエステ本店の副店長。店長のせいでいろいろと苦労しているらしく、胃痛のための胃薬を常備している。
高梨 さくら（たかなし さくら）
響の元彼女。美少女。
名糖 吉馬（めいとう きつま）
ボーイズバーとボーイズエステのオーナー。
敷島 七慰（しきしま なない）
七里の双子の弟。大学生。
名糖 和馬（めいとう かずま）
吉馬の父。音羽グループ会長。
敷島 七海（しきしま ななみ）
七里と七慰の父。

## テレビドラマ
2007年7月13日から同年9月28日まで、テレビ東京・ドラマ24枠で毎週金曜日0:12～0:53に放映された。

### キャスト

#### 主要登場人物
- 赤城響：中村蒼
- 小岩井静香：杉本有美
- 敷島七里：斎藤工
- 名糖吉馬：賀集利樹
- 森永叶：池内博之
- 恵比寿直紀：小沢一敬（スピードワゴン）※ドラマのオリジナルキャラクター[注釈 1]
- 高梨さくら：木口亜矢
- 赤城次郎：酒井敏也
- 赤城保子：宮田早苗
- 赤城鈴香：橋本愛実
- 江崎友子：八代亜紀
- 軽部ひな：秦みずほ
- 東鳩花江：松本夏空
- 藤島東悟：CHIKARA
- 春日井徹：松村雄基
- 名糖圭介：大高洋夫
- ゴージャス珠子：野口かおる
- 敷島杏子：筒井真理子
- 八頭田福子：石井トミコ
- 新城光 : 北村栄基

#### そのほかの登場人物
- 東城順
- 樋口真悟
- 目黒穂高
- 壺井達也
- 長谷部匠

※原作では名字が公表されていなかったが、ドラマでは名字が追加された。

### スタッフ
- 原作 - 「BOYSエステ」(真崎総子/講談社『デザート』)
- 脚本 - 山崎愛里幸
- プロデュース - 岡部紳二、山鹿達也、赤羽博、江口正和
- 演出 - 飯島真一、岡嶋純一
- 音楽 - RAINBOW SEPTET
- 技術協力 - フォーチュン
- 美術協力 - フジアール
- 制作 - テレビ東京、アベクカンパニー

### 主題歌
「Stand Up!」
D-51によるオープニングテーマ。
「HOME」
FREENOTEによるエンディングテーマ。

### サブタイトル
- Episode　1    「イケメンvs三段腹の女！私キレイになりたいです」
- Episode　2    「嘘つき花嫁vsゴッドハンド王子！必見(秘)ダイエット」
- Episode　3    「イケメン乱闘！？酒乱OL(秘)美顔作戦でお肌若返り！」
- Episode　4    「恋の予感！？男女7人夏体験合宿&ダイエット(秘)体操」
- Episode　5    「脱三段腹！(秘)ダイエットで完璧ボディ！？ついに告白」
- Episode　6    「エロ界のゴッドハンド！？魅惑の腰フリ踊り(秘)デート」
- Episode　7    「彼女にバレたホーケー！？愛のレッスン(秘)ダイエット」
- Episode　8    「運命の告白！禁断の恋人たち…危険な4角(秘)デート」
- Episode　9    「進化したホーケー！？恋人宣言…(秘)ホテルで甘～い夜」
- Episode 10    「美女7人エステ対決　Hな通い妻vs拉致男！？愛の告白」
- Episode 11    「ついに告白…(秘)ホーケー男の運命！？美女涙の決断…」
- Episode Final 「ホーケー大逆転！？イケナイ恋の行方…(秘)ホテルで」

| テレビ東京 ドラマ24                           | テレビ東京 ドラマ24                  | テレビ東京 ドラマ24                 |
| 前番組                                        | 番組名                               | 次番組                              |
| --------------------------------------------- | ------------------------------------ | ----------------------------------- |
| エリートヤンキー三郎 （2007.4.13 - 2007.7.6） | BOYSエステ （2007.7.13 - 2007.9.28） | 死化粧師 （2007.10.5 - 2007.12.21） |

## 単行本
- 真崎総子『BOYSエステ』講談社〈講談社コミックス デザート〉全7巻

1. 2004年6月11日発売、ISBN 978-406365274-1[1]
2. 2005年6月13日発売、ISBN 978-406365323-6[2]
3. 2005年11月11日発売、ISBN 978-406365355-7[3]
4. 2006年6月13日発売、ISBN 978-406365385-4[4]
5. 2006年11月13日発売、ISBN 978-406365417-2[5]
6. 2007年6月13日発売、ISBN 978-406365454-7[6]
7. 2007年11月13日発売、ISBN 978-406365477-6[7]